# DRG1
DRG1 (англ. Developmentally regulated GTP binding protein 1) – білок, який кодується однойменним геном, розташованим у людей на короткому плечі 22-ї хромосоми. Довжина поліпептидного ланцюга білка становить 367 амінокислот, а молекулярна маса — 40 542.
| 10         |  | 20         |  | 30         |  | 40         |  | 50         |
| ---------- |  | ---------- |  | ---------- |  | ---------- |  | ---------- |
| MSSTLAKIAE |  | IEAEMARTQK |  | NKATAHHLGL |  | LKARLAKLRR |  | ELITPKGGGG |
| GGPGEGFDVA |  | KTGDARIGFV |  | GFPSVGKSTL |  | LSNLAGVYSE |  | VAAYEFTTLT |
| TVPGVIRYKG |  | AKIQLLDLPG |  | IIEGAKDGKG |  | RGRQVIAVAR |  | TCNLILIVLD |
| VLKPLGHKKI |  | IENELEGFGI |  | RLNSKPPNIG |  | FKKKDKGGIN |  | LTATCPQSEL |
| DAETVKSILA |  | EYKIHNADVT |  | LRSDATADDL |  | IDVVEGNRVY |  | IPCIYVLNKI |
| DQISIEELDI |  | IYKVPHCVPI |  | SAHHRWNFDD |  | LLEKIWDYLK |  | LVRIYTKPKG |
| QLPDYTSPVV |  | LPYSRTTVED |  | FCMKIHKNLI |  | KEFKYALVWG |  | LSVKHNPQKV |
| GKDHTLEDED |  | VIQIVKK    |  |            |  |            |  |            |

A: Аланін

C: Цистеїн

D: Аспарагінова кислота

E: Глутамінова кислота

F: Фенілаланін

G: Гліцин

H: Гістидин

I: Ізолейцин

K: Лізин

L: Лейцин

M: Метіонін

N: Аспарагін

P: Пролін

Q: Глутамін

R: Аргінін

S: Серин

T: Треонін

V: Валін

W: Триптофан

Кодований геном білок за функцією належить до фосфопротеїнів. 
Задіяний у такому біологічному процесі, як ацетилювання. 
Білок має сайт для зв'язування з нуклеотидами, ГТФ. 
Локалізований у цитоплазмі.